# Verein Deutscher Gewerbeaufsichtsbeamter
Der Verein Deutscher Gewerbeaufsichtsbeamter e.V. (VDGAB) ist ein Berufsverband für Arbeitssicherheit, Umweltschutz und Verbraucherschutz. Die mehr als 1500 Mitglieder sind Mitarbeiter der Gewerbeaufsichtsämter.
Er bildet zusammen mit dem Verband für Sicherheit, Gesundheit und Umweltschutz bei der Arbeit und dem Verein Deutscher Revisionsingenieure die Fachvereinigung Arbeitssicherheit (FASI). Mitglied der „Bundesarbeitsgemeinschaft für Arbeitsschutz und Sicherheit“ (BASI) und der „Internationalen Vereinigung für Arbeitsinspektion“ (IALI)
Ziele:
- bessere Gestaltung der Arbeitsbedingungen in den Betrieben und Verwaltungen
- Verbesserung der Umweltbedingungen
- Einhaltung der Produktsicherheit
- kollegialer Erfahrungsaustausch
- Mitveranstalter des „Kongress Arbeitsschutz und Arbeitsmedizin“ (Düsseldorf) und des Kongresses „Arbeitsschutz aktuell“
- zahlreiche regionale Veranstaltungen zum Informations- und Erfahrungsaustausch mit Arbeitgebern, Gewerkschaften, Sachverständigen, Berufsgenossenschaften, Sicherheitsfachkräften und den Beschäftigten aus den Betrieben

Als Mitgliederzeitschrift erscheinen die  „VDGAB-Nachrichten/Newsletter“.